# 夏尔·亚历山大·德·卡洛纳

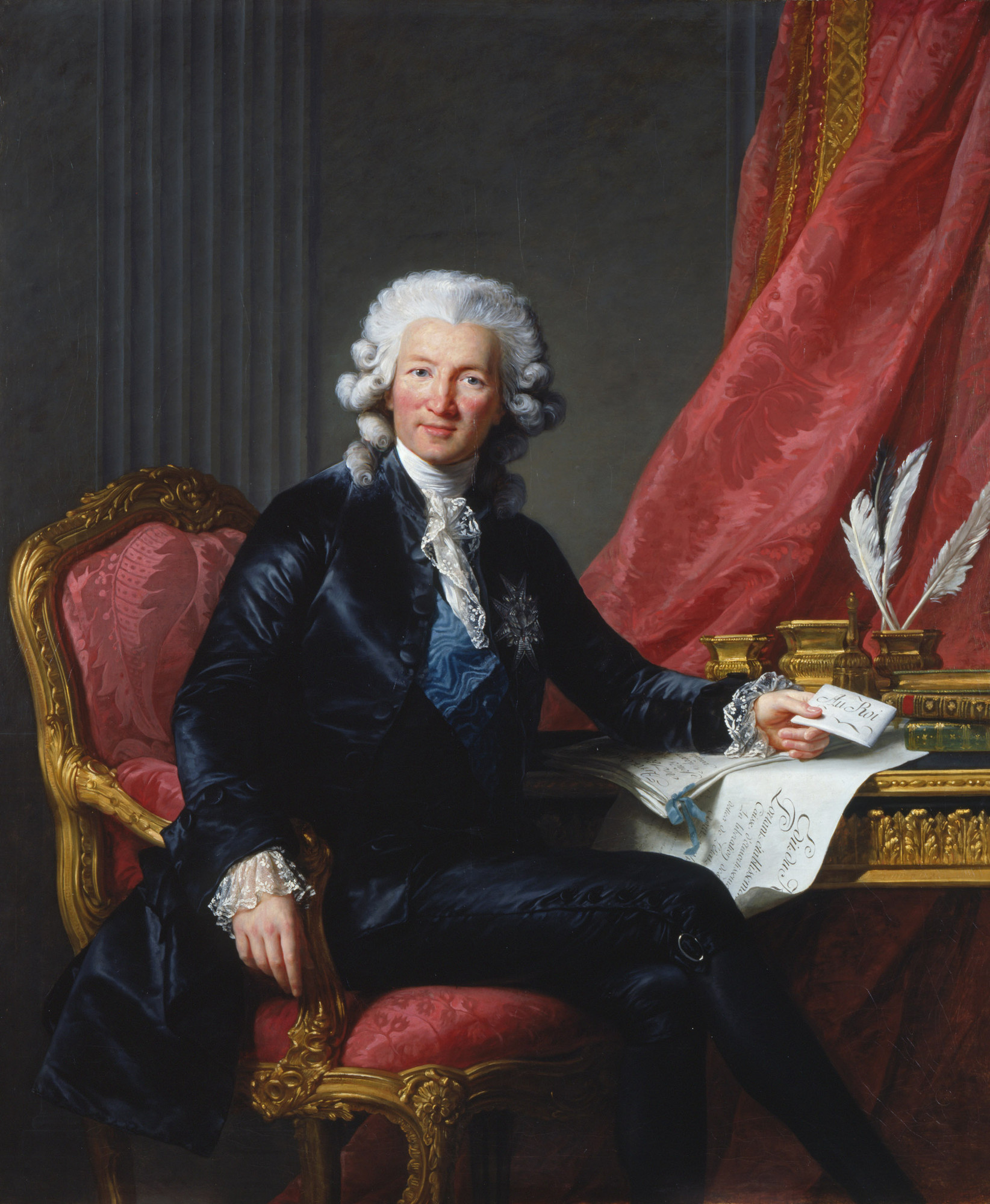
卡洛納肖像，伊莉莎白-路易丝·维杰-勒布伦 (1784)作品,伦敦,英国皇室收藏。

夏尔·亚历山大，卡洛纳子爵（Charles Alexandre, vicomte de Calonne ，1734年1月20日—1802年10月30日），法国国务活动家、财政总监（1783年11月-1787年4月）。他对财政和行政的改革加速导致了1789年法国大革命的政府危机。

## 生平
卡洛纳生于杜埃一个上层阶级家庭，早年在阿图瓦担任律师，后任杜埃高等法院起诉人。1768年任梅斯地方行政长官（省长），1774年任里尔地方行政长官（省长）。法国大革命前夕，由于他善于理财，并与宫廷有联系，因此在1783年11月3日出任财政总监。

### 财政总监
当时法国政府由于参与美国独立战争以及其他原因，导致1.12亿里弗的财政赤字，政府债台高筑，卡洛纳立即着手弥补财政危机，在首席大臣韦尔热讷伯爵的支持下，卡洛纳于1784年筹集了一笔偿债基金，1785年10月通过黄金铸币，开发了caisse d 'escompte(从事现金折扣)，改革了金本位制。但他发现必须进行重大改革，才能挽救濒于破产的法国财政。1786年8月20日他向路易十六国王呈递一个影响深远的改革计划，其核心是一个新的土地税改革方案，包括征收土地比例税，增加对贵族和教士等特权阶级课税等内容，对外则主张粮食自由贸易和废除法国无数的内部关税壁垒。最终的改革方案包括5大方案：
1) 削减政府开支 
2) 创建一个复兴自由贸易的方法
3) 授权出售教堂的财产
4) 均衡的盐和烟草税
5) 建立一个通用的土地税 

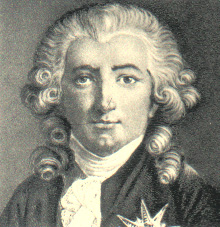
卡洛纳

安·罗伯特·雅克·杜尔哥和雅克·内克尔曾尝试这些改革，但一一失败，卡洛纳认为他们的失败是由于议会的反对。因此他在1787年1月向议会提议建立一个领地补助金（subvention territoriale），无区别征收所有土地所有税。

### 革职和流放
卡洛纳知道高等法院会拒绝他的建议，遂将改革计划提交给1787年2月22日特别召开的显贵会议（包括贵族、教士和行政官员）。由于政敌的阴谋破坏和与会的高级教士和行政官员的反对，他的努力以失败而告终。1787年4月8日路易十六将他革职，将他流放到洛林。在巴黎他被人取笑为“赤字先生”（Monsieur Déficit）。4个月后他引退离开法国前往英国，在那里他继承与雅克·内克尔通信讨论问题。
1789年，三级会议筹备召开，他越过弗兰德斯想回法国参加会议，但被禁止进入法国。于是他加入了科布伦茨的路易十六兄弟阿图瓦伯爵的王室流亡集团，为保皇党鼓吹，严厉批评国民议会废除法国的大部分封建体制，从1790年12月到1792年8月君主制倒台，他是流亡贵族的主要顾问。在那里他也几乎花光了妻子（一个富有的寡妇）带来的财富。
1802年，卡洛纳回到英格兰伦敦居住，1802年拿破仑·波拿巴执政府期间，在波拿巴邀请下回到法国，不久去世。